# Castelo de Kilchrist

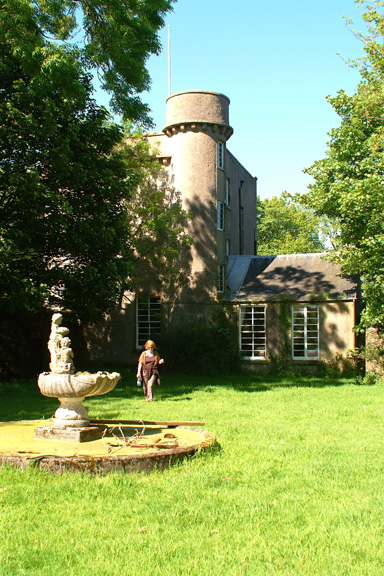
Foto da lateral do Castelo de Kilchrist

O Castelo de Kilchrist é um castelo a sudoeste de Campbeltown, Argyll and Bute, na Escócia. O castelo foi reconstruído em 1834 por Dugald McTavish, e tem 3 andares com um parapeito. As fundações abobadadas do castelo foram construídas numa data desconhecida.